# Conceição (Ourique)
Conceição is een plaats (freguesia) in de Portugese gemeente Ourique en telt 141 inwoners (2001).